# 小野勝美 (評論家)
小野 勝美（おの かつみ、1944年9月14日 -2021年8月13日）は、日本の作家、評論家。宮城県白石市生まれ。
山形大学を経て、立教大学大学院日本文学修士課程修了。歌人についての伝記などを書いているが、久和数美の別名で釣りをテーマにした小説も執筆する。

## 著書
- 『原阿佐緒の生涯 その恋と歌』古川書房 1974
- 『若山牧水』清水書院 Century books 人と作品 1985 （福田清人共編著）
- 『釣り人の語り草』清水書院 1986
- 『かやつり草 歌人・江口きちの生涯』至芸出版社 1991
- 『涙痕 原阿佐緒の生涯』至芸出版社 1995
- 『韓国のカツミくんと、珍島のケイコさん 楽しみを倍にする、もう一つの韓国まるごとガイド』三五館 2001
- 『前田夕暮をめぐる群像 第一期「詩歌」通覧』角川書店 2007

 久和数美名義
- 『渓の谺』つり人社 つり人ノベルズ 1992
- 『菜の花の渓 小説』楠山正良編 つり人社 つり人ノベルズ 1999
- 『渓のトルヌス―人・魚・獣』郵研社 2009
- 『佐渡・戸地川殺人事件』郵研社 2009
- 『対馬・日掛川殺人事件』郵研社 2010
- 『瀬戸内・大崎下島呪いの封印 湊涼助事件簿』叢文社, 2013.3
- 『五島・玉之浦殺人事件 湊涼助事件簿』叢文社, 2014.1
- 『利尻の海の赤い花 (湊涼助事件簿)』叢文社, 2015.8
- 『みちのく・志戸前川殺人事件 (湊涼助事件簿)』叢文社, 2017.10
- 『峠ものがたり』叢文社, 2019.1
- 『唐津・虹の松原殺人事件 (湊涼助事件簿)』叢文社, 2019.4

### 編纂
- 『原阿佐緒全歌集』編 至芸出版社 1978
- 『原阿佐緒文学アルバム』編 至芸出版社 1990

## 参考
- 『文藝年鑑』2011